# Liste der geschützten Landschaftsbestandteile in Berlin
Diese sortierbare Liste enthält die Geschützten Landschaftsbestandteile Berlins. Namen und Nummern entsprechen den amtlichen Bezeichnungen.

## Liste
| Nr.    | Gebietsname                                   | Bezirk                   | Fläche (ha) | seit | Bild |
| ------ | --------------------------------------------- | ------------------------ | ----------- | ---- | --- |
| GLB-02 | Grünanlage Hallesche Straße / Möckernstraße   | Friedrichshain-Kreuzberg | 0,7         | 1987 | Berlin Geschützter Landschaftsbestandteil GLB-02 Grünanlage Hallesche Strasse Moeckernstrasse Aussenansicht |
| GLB-17 | Insel Kratzbruch und Liebesinsel              | Friedrichshain-Kreuzberg | 0,82        | 1999 | weitere Bilder Kratzbruch weitere Bilder Liebesinsel                                                        |
| GLB-14 | Alter Malchower Graben                        | Lichtenberg              | 1,6         | 1995 | Bild gesucht                                                                                                |
| GLB-08 | Feldgehölz Margaretenhöhe-Nord                | Lichtenberg              | 0,5         | 1994 | Bild gesucht                                                                                                |
| GLB-07 | Luch an der Margaretenhöhe                    | Lichtenberg              | 2,5         | 1994 | Luch an der Margaretenhöhe                                                                                  |
| GLB-10 | Feuchtwiese am Bachrain                       | Marzahn-Hellersdorf      | 2,3         | 1994 | Bild gesucht                                                                                                |
| GLB-09 | Rohrpfuhl Mahlsdorf                           | Marzahn-Hellersdorf      | 0,7         | 1994 | GLB Rohrpfuhl Mahlsdorf                                                                                     |
| GLB-13 | Weidengrund                                   | Marzahn-Hellersdorf      | 2,8         | 1994 | GLB Weidengrund                                                                                             |
| GLB-05 | Karower Teichberg                             | Pankow                   | 0,5         | 1994 | GLB Karower Teichberg                                                                                       |
| GLB-06 | Krugpfuhl Buchholz                            | Pankow                   | 1,5         | 1994 | Bild gesucht                                                                                                |
| GLB-11 | Teich Hansastraße                             | Pankow                   | 4,5         | 1994 | Bild gesucht                                                                                                |
| GLB-12 | Wiesen am Rübländer Graben                    | Pankow                   | 1,6         | 1994 | GLB Wiesen am Rebländer Graben                                                                              |
| GLB-03 | Birkenhaag                                    | Tempelhof-Schöneberg     | 5,0         | 1993 | Bild gesucht                                                                                                |
| GLB-04 | Brake Altglienicke                            | Treptow-Köpenick         | 3,5         | 1994 | weitere Bilder                                                                                              |
| GLB-18 | Insel Bullenbruch                             | Treptow-Köpenick         | 0,41        | 2000 | weitere Bilder                                                                                              |
| GLB-20 | Insel Seddinwall und Insel Kleiner Seddinwall | Treptow-Köpenick         | 3,42        | 2002 | GLB Insel Seddinwall                                                                                        |
| GLB-15 | Insel Weidenwall                              | Treptow-Köpenick         | 0,15        | 1995 | Weidenwall (im Bild rechts)                                                                                 |
| GLB-19 | Insel Werderchen                              | Treptow-Köpenick         | 0,26        | 2000 | Werderchen (im Bild links)                                                                                  |
| GLB-16 | Insel Zeuthener Wall                          | Treptow-Köpenick         | 0,25        | 1998 | Bild gesucht                                                                                                |
| GLB-21 | Kleiner Rohrwall                              | Treptow-Köpenick         | 1,32        | 2002 | GLB Kleiner Rohrwall                                                                                        |